# Body Music
Body Music è il primo album in studio del gruppo musicale di musica elettronica britannico AlunaGeorge, pubblicato nel 2013.

## Tracce
Testi e musiche di Aluna Francis e George Reid, eccetto dove indicato diversamente.
1. Outlines – 3:47
2. You Know You Like It – 3:23
3. Attracting Flies – 3:09
4. Your Drums, Your Love – 3:39
5. Kaleidoscope Love – 3:53
6. Bad Idea – 3:16
7. Diver – 3:17
8. Lost and Found – 4:13
9. Best Be Believing – 3:45 (Aluna Francis, George Reid, Sam Frank)
10. Superstar – 3:21
11. Just a Touch – 3:13
12. Body Music – 4:02
13. Friends to Lovers – 4:37
14. This Is How We Do It (traccia bonus; cover di Montell Jordan) – 2:47 (Montell Jordan, Oji Pierce, Ricky Walters)

Tracce bonus nell'edizione deluxe
1. We Are Chosen – 3:30
2. Indestructible – 3:16
3. Watching Over You – 3:25
4. Put Up Your Hands – 4:22
5. B Ur Broo – 3:02

## Formazione
- Aluna Francis – voce, produzione
- George Reid – produzione, missaggio

## Classifiche
| Classifica (2013) | Posizione raggiunta |
| ----------------- | ------------------- |
| Francia           | 82                  |
| Regno Unito       | 11                  |
| Svizzera          | 81                  |